# Hotel Bonka
Hotel Bonka is een Belgisch Nederlandstalig media- en marketinghuis, sinds 2018 gevestigd in het Radiohuis, oude technische gebouwen van het Nationaal Instituut voor de Radio-omroep (NIR) waar een radiozender vanop een heuvel te Veltem een deel van Vlaanderen bestreek.
Het bedrijf werd door Bart Verbeelen en Nico Van de Velde opgericht in 2009, initieel uitsluitend gekend als televisieproductiemaatschappij en gevestigd in de oude maalderij Hungaria aan de Vaartkom van Leuven. Het productiehuis zette zich op de kaart met een aantal lifestyleprogramma's waarvoor het ook erkenning kreeg. Het bekendste programma van de producent is het kookprogramma Dagelijkse Kost, gepresenteerd door Jeroen Meus en elke weekdag op Eén.
De coronapandemie en de dalende impact van lineaire televisie deden het bedrijf in mei 2020 besluiten zich te herpositioneren naar een breder spectrum van communicatiekanalen.
Gekende programma's zijn:
- Dagelijkse Kost, gepresenteerd door Jeroen Meus, Eén, 2010-heden (8 seizoenen)
- Goe Gebakken, gepresenteerd door Sofie Dumont, VT4, 2011-2012 (2 eerste seizoenen)
- Groenland, gepresenteerd door Bartel Van Riet, Eén, 2011-2015[4]
- De baard van Bartel, gepresenteerd door Bartel Van Riet, Eén, 2012
- Helden, gepresenteerd door Maureen Vanherberghen, Siegfried De Doncker, Dempsey Hendrickx en Nicolas Vanhole, Ketnet, 2012-2015 (3 seizoenen)
- Jani TV, gepresenteerd door Jani Kazaltzis
- Goed Volk, gepresenteerd door Jeroen Meus, Eén, 2014-heden (2 seizoenen)
- Helden van de race, gepresenteerd door Maureen Vanherberghen, Siegfried De Doncker, Dempsey Hendrickx en Nico Vanhole, Ketnet, 2016-heden (1 seizoen)
- Olly Wannabe, Ketnet, 2016-heden (2 seizoenen)

In 2016 volgde de productie van een eerste langspeelfilm, de jeugdfilm Helden van de Zee, naar de Ketnetreeksen Helden en Helden van de race.
Op 20 juni 2024 kondigden Bonka Circus en Hotel Hungaria hun fusieplannen aan. De bedrijven fuseren tot Hotel Bonka en zetten hun activiteiten vanuit het Radiohuis van Hotel Hungaria in Veltem verder. Hotel Bonka zal zich blijven richten op communicatie en entertainment, met 75 voltijdse medewerkers en een gecombineerde omzet van 18 miljoen euro.

## Erkenning
Hotel Hungaria viel met een aantal programma's in de prijzen. Dagelijkse kost won de prijs van het Populairste Televisieprogramma en het Beste Lifestyleprogramma op de Vlaamse Televisie Sterren 2012. Jeroen Meus won dat jaar op het gala eveneens voor dit programma de prijs van Populairste tv-persoonlijkheid. Een jaar eerder in 2011 was het programma al de laureaat Beste Lifestyleprogramma op de Vlaamse Televisie Sterren en waren het programma en de presentator ook al genomineerd geweest voor respectievelijk Populairste Televisieprogramma en Populairste tv-persoonlijkheid.
In 2013 was de prijs van Beste Lifestyleprogramma weer voor Dagelijkse kost. Het programma was ook terug als populairste programma genomineerd. Een tweede programma van Hotel Hungaria, Groenland, was in de categorie Beste Lifestyleprogramma een van de andere drie genomineerde producties.
Een zesde Televisie Ster voor Dagelijkse kost volgde in 2014, weer in de categorie Beste Lifestyleprogramma.
In 2015 kreeg Goed Volk de Televisie Ster Beste Regie non-fictie.
Nico Van de Velde als zaakvoerder van Hotel Hungaria kreeg erkenning als Vlaamse Jonge Ondernemer van het jaar 2013.

## Fusie
In 2024 fuseerde Hotel Hungaria met Bonka Circus. Het bedrijf gaat nu verder onder de naam Hotel Bonka.